# Dmitri Furmanov
Dmitri Andreevici Furmanov (7 noiembrie 1891 - 15 martie 1926) a fost un scriitor rus. În perioda din războiul civil rus a fost un comisar al Armatei Roșii. Cea mai importantă operă a sa este romanul Ceapaev, despre Vasilii Ceapaev (1887-1919), un soldat și comandor al Armatei Roșii. În 1941, orașul Sereda din Regiunea Ivanovo, unde el s-a născut, a fost redenumit Furmanov.

## Scrieri
- Ceapaev